# Kościół Nowoapostolski
Kościół Nowoapostolski (ang. New Apostolic Church – NAC) – millenarystyczna wspólnota religijna, który wyodrębniła się z Katolickiego Kościoła Apostolskiego. Według danych z 1 stycznia 2015 roku Kościół liczył 8 816 990 członków w 60 343 zborach.

## Historia
Istnieje od 1879 roku w Niemczech i od 1897 roku w Holandii. Stało się to przez schizmę w Hamburgu w 1863 roku, kiedy to NAC wyodrębnił się z Kościoła Apostolskiego, swoje początki ma w ruchu odnowy z 1830 roku m.in. w Kościele anglikańskim i Kościele Szkocji.
Podstawowymi doktrynami Kościoła są premillenaryzm oraz nauka o paruzji. Niektóre jego twierdzenia są zbliżone do przekonań występujących w protestantyzmie, natomiast organizacja i hierarchia jest podobna do rozwiązań właściwych dla Kościoła rzymskokatolickiego. Kościół uważa się za kontynuatora Kościoła pierwotnego, a swoich przywódców za następców dwunastu apostołów. Doktryna ta w niektórych aspektach przypomina restoracjonizm.
Kościół uznaje trzy sakramenty:
- święty chrzest wodny – w wyniku niego ochrzczony zostaje przyjęty do społeczności wierzących; praktykuje się zarówno chrzest dzieci (świadectwo wiary składają wtedy rodzice), jak i chrzest osób dojrzałych; stosowana jest formuła trynitarna i uznawany jest chrzest dokonywany przez inne Kościoły stosujące tę formułę;
- święta wieczerza – sprawowana na pamiątkę ofiary Chrystusa na krzyżu; wyposaża wierzącego w nowe siły duchowe, poświadcza jego wspólnotę z Chrystusem i zapewnia duszy żywot wieczny; sprawowana pod postacią hostii pokropionej winem;
- święte pieczętowanie – udzielenie Ducha Świętego; dokonuje się poprzez nałożenie rąk apostoła; wraz z chrztem wodnym uważane jest za część narodzenia na nowo z wody i Ducha; udzielane zarówno dzieciom, jak i dorosłym.

Biskupem zwierzchnikiem Kościoła Nowoapostolskiego w Polsce do 9 października 2019 r. był bp. dr Waldemar Starosta.